# Торре-Бормида
Торре-Бормида (итал. Torre Bormida) — коммуна в Италии, располагается в регионе Пьемонт, в провинции Кунео.
Население составляет 215 человек (2008 г.), плотность населения составляет 31 чел./км². Занимает площадь 7 км². Почтовый индекс — 12070. Телефонный код — 0173.
В коммуне 15 августа особо празднуется Успение Пресвятой Богородицы.

## Демография
Динамика населения:

## Администрация коммуны
- Официальный сайт: https://web.archive.org/web/20090210172119/http://www.torrebormida.com/